# Colpochila nitens
Colpochila nitens är en skalbaggsart som beskrevs av Britton 1986. Colpochila nitens ingår i släktet Colpochila och familjen Melolonthidae. Inga underarter finns listade i Catalogue of Life.